# Hannah Neumann
Hannah Neumann (Spira, 3 aprile 1984) è una politica e politologa tedesca, europarlamentare dal 2019 nella IX e X legislatura.

## Biografia
Laureata in studi sui media presso l'Università tecnica di Ilmenau e in scienze politiche presso l'Università libera di Berlino. Presso la seconda di queste università ha conseguito il dottorato, partecipando nel frattempo a progetti di ricerca all'Università della Liberia. Ha lavorato presso un istituto di ricerca della DGAP, un'organizzazione non governativa tedesca che si occupa di relazioni internazionali. Ha anche avviato la propria attività di consulenza. Ha gestito progetti nel campo del peacekeeping e del peacebuilding, finanziati, tra gli altri, dalla Friedrich-Ebert-Stiftung.
A partire dal 2013 ha aderito al partito Alleanza 90/I Verdi. Nel periodo 2013-2016 ha diretto l'ufficio di due parlamentari di questo partito. Ha assunto la presidenza dei Verdi nel distretto berlinese di Lichtenberg.
Alle elezioni europee del 2019 è stata eletta europarlamentare nella IX legislatura.

## Posizioni politiche
Nel maggio 2021, Neumann si è unita a un gruppo di 39 legislatori per lo più del Partito Verde del Parlamento europeo che in una lettera hanno esortato i leader di Germania, Francia e Italia a non sostenere Arctic LNG 2, un progetto russo di gas naturale liquefatto (GNL) artico da 21 miliardi di dollari, a causa delle preoccupazioni sui cambiamenti climatici.